# Toxorhynchites rajah
Toxorhynchites rajah là một loài muỗi trong chi Toxorhynchites. Nó là loài đặc hữu của Sabah, Malaysian Borneo. Ở giai đoạn ấu trùng, T. rajah được tìm thấy nhiều trong các hốc của Nepenthes rajah, một loài pitcher plant.